# Margaux Dietz
Margaux Stéphanie Persson Dietz (uttal [marˈgoː dɪts]), tidigare Persson, född 25 september 1990 i Saltsjöbaden, är en svensk bloggare, youtubare, författare och programledare.

## Biografi
Dietz växte upp i en villa i Saltsjöbaden, med en äldre bror och föräldrar som då drev ett företag tillsammans. Hon beskriver själv sin uppväxt som att "mamma curlade och pappa var för hård". Hennes mamma, Eveline Dietz, har med åren blivit publik och deltagit i flera tv-program tillsammans med dottern. Efter gymnasiet arbetade Dietz som butikssäljare och säljande projektledare på en eventbyrå.

### Karriär
Dietz slog igenom med en video från sin förlossning som hon publicerade på sin Youtubekanal 2017. Hon hade då under flera år jobbat med sociala medier för andra företag, bland annat som projektledare på bloggportalen Devote. Videon fick över två miljoner visningar, vilket snabbt gav henne en position som en av landets mest omtalade sociala medier-profiler. 2017 blev hon en del av nätverket Splay, och året därpå fick hon fyra nomineringar på Guldtuben och vann bland annat "Årets video" för sin förlossningsfilm. Samma år, 2018, blev hon också utsedd till årets influencer på ELLE-galan och kvalade in på topp 30 bland de mest inflytelserika svenskarna på Maktbarometern. Hon var också en av deltagarna i TV-programmet Let's Dance 2018, och tillsammans med danspartnern Alexander Svanberg tog de sig till kvartsfinal.
År 2019 blev hon programledare för Hemliga beundrare som visades på TV3 och Viaplay. Samma år stängde Youtube av kommentarerna på hennes och andra familjekanaler, eftersom det fanns uppgifter om att dessa utnyttjades av pedofiler. Först 2021 var kommentarerna tillbaka, och under tiden tappade kanalen visningar.
Våren 2021 blev hon programledare för programmet Duellen tillsammans med Pontus Gårdinger, sedan Nordic Entertainment Group tagit över programmet.

#### Partitempen
Under våren 2018 startade Margaux Dietz en ny serie kallad Partitempen i sin Youtubekanal där hon intervjuade samtliga dåvarande partiledare 2018. Syftet med serien var framförallt att nå ut till unga och förstagångsväljare. Idén nådde henne vid en träff med kristdemokraternas partiledare Ebba Busch som berättade om svårigheten att nå de omkring 400 000 nya unga rösterna som hösten 2018 fått möjlighet att rösta i riksdagsvalet. Dietz berättade i en intervju i Expressen 2018 att hon redan innan träffen funderat på att göra något samhällsorienterat på Youtube. Dietz har understrukit att hon är oberoende då hon vill att man själv ska reflektera och ifrågasätta. Hon sa i intervjun med Expressen 2018 att hon vet att hon influerar många och därför vill hon inte yttra sina politiska åsikter. Dietz nämnde också i denna intervju att hon ville rikta fokuset på det positiva partierna gör. Hon tror att detta koncept som är mer lättsamt kan öka intresset för politik hos unga och få de att gå och rösta.
Samtliga partiledare i den dåvarande riksdagen 2018 deltog i Partitempen, det vill säga Moderaternas partiledare Ulf Kristersson, Kristdemokraternas Ebba Busch Thor, Liberalernas Jan Björklund, Centerpartiets Annie Lööf, Sverigedemokraternas Jimmie Åkesson, Socialdemokraternas Stefan Löfven, Miljöpartiets dåvarande språkrör Gustav Fridolin och Vänsterpartiets Jonas Sjöstedt.
Upplägget i Partitempen var annorlunda jämfört med vad partiledarna var vana vid. I intervjuerna fick partiledarna delta i en utmaning där de fick tycka till om olika företeelser med antingen ett ”Bu” eller ”Bä”. Frågorna var av en mer personlig karaktär. Partiledare fick ta med ett föremål som de tyckte representerade partiet och ge en förklaring till varför. I slutet av avsnittet fick partiledaren chansen att ställa en fråga till nästa partiledare som skulle komma på intervju.
Partitempens premiär var 21 mars 2018. Avsnitten med vardera partiledare var mellan 12 och 15 minuter långa och lades ut på Margaux Dietz Youtubekanal. Ett avsnitt lades ut varje vecka.
Partitempen finansierades av Dietz.
Partitempen återuppstod till valet 2022 och fick även då med alla partiledare.

#### Författarskap
Dietz har författat två böcker inom genren barn- och ungdomslitteratur. År 2019 släppte hon dessutom den självbiografiska boken Your best life och 2021 kom den erotiska romanen Alexa. De båda senare gavs ut på Bookmark förlag.

### Kontroverser
Boken Arnold reser till Sydafrika (2020) kritiserades för att handlingen utspelar sig i Sydafrika men inte innehåller någon svart person, eftersom de enda figurerna i boken är Dietz egen familj. Förlaget Bookmark skrev att de "förstår i retrospekt att processen med att ge ut denna bok borde ha gjorts med större omtanke om viktiga frågor som representation och vithetsnormer". Överskottet från boken gick till barn i sydafrikanska kåkstäder.
I sin podd påstod Margaux Dietz att hon blivit skjutsad hem av partiledaren Ebba Buschs livvakter efter en festkväll. Avsnittet klipptes om efter att såväl Dietz som partiledaren kritiserats.
Den 3 november 2022 publicerade Margaux en Youtubevideo på en medvetslös man som låg utanför hennes dörr. Medan kameran rullar skrattar hon åt den till synes utslagne och blodige mannen och låter sin son peta på honom. Videon mötte hård kritik och ledde till att flera företag bröt sina samarbeten med henne. Den 23 december 2022 släpptes en dokumentär av SVT, Kan vi förlåta Margaux, som skildrade Dietz syn på händelsen som skedde månaden innan. Dokumentären kritiserades av många, till exempel Johan Hilton på DN som angav det som "magstarkt att ängsliga SVT lånar ut sig till varumärkesrehabilitering". Den 19 januari 2023 tilldelades hon det parodiska Johnny Bode-priset för videon och dess följder.

### Familj
Dietz fick år 2017 en son tillsammans med Jacob Liebermann. Våren 2019 förenades paret i en inofficiell ceremoni ledd av kristdemokraternas partiledare Ebba Busch, men eftersom Busch saknade vigsellicens innebar ceremonin inte att de ingått äktenskap. Paret separerade i december 2019, utan att äktenskapet formaliserats.

### Barn- och ungdomslitteratur
- 2020 – Arnold reser till Sydafrika
- 2021 – Drömma stort

### Övrigt
- 2019 – Your best life
- 2021 – Alexa

## Priser och utmärkelser
| År   | Pris          | Kategori           | Resultat        |
| ---- | ------------- | ------------------ | --------------- |
| 2018 | Medieakademin | Maktbarometern     | Plats 28        |
| 2018 | Elle-galan    | Årets influencer   | Vann            |
| 2018 | Guldtuben     | Årets video        | Vann            |
| 2018 | Guldtuben     | Årets profil       | Vann            |
| 2018 | Guldtuben     | Årets stjärnskott  | Nominerad       |
| 2018 | Guldtuben     | Årets lifestyle    | Vann            |
| 2022 | Medieakademin | Årets Youtuberaket | Plats 88 (+202) |

## Utmärkelser
- Johnny Bode-priset,  2023[36]
- Guldtuben

[Redigera Wikidata]